# Вторинна сировина
Вторинна сировина — матеріали і вироби, що їх після первісного повного використання (зношування) можна вживати у виробництві повторно як сировину. До В. с. належать брухт, відходи чорних, кольорових і благородних металів, різні машини, устаткування та їхні деталі, які вийшли з ужитку, спрацьовані мастила, зношені автопокришки, макулатура, вугільний шлам (відходи вуглезбагачення) тощо. Використання В. с. в різних галузях промисловості має важливе значення для подальшого розвитку народного господарства як джерело його додаткових матеріальних ресурсів, фактор зниження питомих капітальних витрат і собівартості продукції, а також для прискорення темпів зростання виробництва. В другій половині ХХ ст.  було створено вітчизняні спеціалізовані організації, зайняті збиранням (закупівельні пункти), заготівлею, сортуванням, переробкою і первісною обробкою В. с. Збирання й використання В. с. в цей час планувалося.

## Класифікація вторинної сировини
Металобрухт: чорні та кольорові метали;
Полімери: пластик, пакувальні матеріали;
Папір і картон (макулатура);
Текстиль: старий одяг, тканини;
Скло: пляшки, банки;
Органічні відходи: біомаса, харчові залишки;
Електронні відходи: побутова техніка, батареї, гаджети.